# Company of Heroes
Pour les articles homonymes, voir COH et Company of Heroes (film).
Company of Heroes (souvent abrégé CoH) est un jeu de stratégie en temps réel développé par Relic Entertainment et édité par THQ sur PC, sorti en septembre 2006. Le moteur permet des détails de qualité cinématographique dans un environnement respectant les lois de la physique et totalement destructible.

## Histoire
L’action de Company of Heroes se déroule durant la Seconde Guerre mondiale. Le joueur suit deux unités militaires américaines fictives, désignées sous le nom d’« Able Company » ou de « Fox Company » (toutes les deux étant librement inspirées d’unités réelles), alors qu’elles combattent dans les batailles les plus sanglantes de la guerre, en commençant par le débarquement américain en Normandie.
La compagnie est commandée au début par le capitaine Dray qui meurt au début du débarquement sur Omaha Beach (voir partie 1 : Jour-J).
C’est Mac Kay qui le relève, étant un excellent chef, il est nommé capitaine. Lors de la bataille d’Hébécrevon, il fait preuve d’un grand sang froid. À la fin de cette mission, il se retrouve au milieu de Panzers enflammés et tente de se repérer au milieu de toute cette boucherie. Quand soudain, à trois cents mètres de lui jaillit un char Tigre commandé par le capitaine SS Schultz. Celui-ci ouvre le feu, Mac Kay est tué sur le coup. Le sergent Conti est nommé lieutenant et commande temporairement la compagnie. Finalement, Schultz mourra pendant les derniers instants de la bataille de Normandie. Conti et ses hommes, après la jonction avec les canadiens, fêtent une victoire bien méritée.
Les statistiques montrent que la compagnie Able a perdu 90 % de ses effectifs, à la fois à Omaha Beach, pendant l'opération Cobra et la prise de Cherbourg. Le lieutenant Conti a survécu.

## Types de forces en présence
CoH centralise sur l’action de troupes d’infanterie et selon le scénario, de véhicules blindés légers ou lourds. Des troupes de soutien comme le Génie ou l’artillerie (du simple canon antichar à l’obusier de 105 mm) sont disponibles.
Au fur et à mesure des combats, les troupes combattantes gagnent de l’expérience qui se traduit par une ascension en grade et en amélioration des compétences au combat. Dans les scénarios suivants, le joueur peut faire appel à certaines unités de vétérans.

### Alliés
FusiliersUne section est composée de six soldats (améliorations possibles : Grenades/BAR/bombes gluante/compétence de construction d’obstacles défensifs). Les fusiliers sont polyvalents et leur mobilité permet d’ouvrir la voie à des équipements plus lourds, tels que des chars. Leur faible coût, leur capacité à capturer rapidement du territoire et leur puissance anti-infanterie sont les facteurs responsables de son utilisation massive en partie classée. Typiquement le joueur de 1v1 construit quatre sections de fusiliers.
Tireur d’éliteLe tireur d'élite (sniper) peut se camoufler. Le sniper a un champ de vision assez limité, il peut tirer à longue distance si une unité du même camp prolonge son champ de vision. En multijoueur, le sniper n’est en mode normal que le temps des déplacements, sinon il est en mode camouflage car il est la cible de premier choix par excellence : en raison de son coût élevé et sa vulnérabilité aucun joueur n’hésitera à déployer des moyens importants pour le tuer. L’utilité du sniper, contrairement à ce que l’on pourrait croire, est vraiment très limitée car il est rarement rentabilisé. De plus, posséder un sniper représente un manque de mobilité, un manque de puissance de feu et une capacité limitée à conquérir du territoire.
ParachutistesIls sont très efficaces pour faire office de rempart aux attaques de véhicules grâce à leur amélioration « fusil sans recul » avant d’acquérir des canons anti-chars ou des chasseurs de tanks. Très vulnérables lors de la descente en parachute, leur rôle dans Company of Heroes est plutôt accessoire, par opposition à celui des fusiliers.
Section de Mitrailleuse lourdeUne équipe de mitrailleuse lourde = trois servants. Elle utilise une mitrailleuse de calibre 30 (l’équivalent américain du calibre 7,62 mm) pour déclencher une bonne puissance de feu, capable d’anéantir la plupart des sections d’infanterie et de menacer les véhicules non blindés. Le joueur doit décider de l’orientation du canon, car l’arme couvre un angle de 90°. La mitrailleuse peut également être chargée de munitions perforantes, utiles contre les véhicules légèrement blindés. Du fait de sa faible capacité de suppression la mitrailleuse américaine est très peu utilisée en multijoueur lors des parties classées.
Section de MortiersUne équipe de mortier = trois servants (munitions : Fumigènes ou explosifs). Constituées comme une équipe de mitrailleuses, elles sont principalement utilisées pour bombarder les unités et les défenses retranchées.
Soldats du Génieunité de trois ingénieurs (amélioration possible : Déminage ou lance-flammes). Les soldats du génie construisent et réparent toutes les structures, véhicules et les défenses alliées. Ils peuvent être équipés pour le déminage ou de lance-flammes. Ils peuvent placer des charges explosives sur les édifices ennemis et les ponts.
RangersUne section est composée de six soldats (équipés de bazookas, amélioration possible : Thompson). Les Rangers sont des troupes d’assaut et peuvent être équipées de mitraillettes légères Thompson. Leurs bazookas sont particulièrement efficaces contre tous types de véhicules. Ils sont aussi très efficaces contre les bâtiments. Cependant, la portée de ces bazookas n’est pas très grande, il faut donc faire en sorte qu’ils s’approchent de leur objectif avant d’ouvrir le feu.
Obusier de 105 mm M2A1Il est uniquement employé pour bombarder les unités et les défenses retranchées. Une fois déployé il peut être ré-orienté, mais plus être déplacé.
Canon antichar de 57 mmLe canon de 57 mm est principalement conçu pour contrer les blindés ennemis mais il est également efficace contre des bâtiments. Il peut être déplacé mais à pied uniquement. Durant son lent transport il est très vulnérable.
Jeep Willys MBLa Jeep Willys profite de sa vitesse pour pourchasser les snipers allemands sans répit. Elle sert également à contourner les lignes adverses et annihiler rapidement les mitrailleuses lourdes ou mortiers ennemis. Ne possédant pas de blindage, elle ne résiste pas aux mitrailleuses qui peuvent la détruire en très peu de temps. Il en va de même avec l’infanterie ennemie.
Autochenille blindée Halftrack M3Véhicule de transport pour déplacer et renforcer les unités d’infanterie au cœur des combats. Si un canon de DCA est monté dessus, il ne peut plus transporter de troupes.
M8 GreyhoundLe Greyhound est un véhicule de reconnaissance rapide, parfait pour harceler l’infanterie ennemie (amélioration possible : mitrailleur debout, blindage supplémentaire latéral, pose de mine, conquête de point stratégique).
Char Sherman M4A3Le char Sherman M4 est un tank solide et polyvalent, qui peut être modulé avec un certain nombre d’éléments permettant de spécialiser son rôle. Amélioration possible : Chaînes anti-mines, Mitrailleur debout et Canon de 76 mm.
Chasseur de char M10 WolverinePrincipalement utilisé pour détruire les blindés ennemis. Son blindage est très vulnérable.
Sherman CrocodileUnité de démolition au lance-flammes, il est excellent pour anéantir l’infanterie en grand nombre et supprimer les défenses ennemies. Amélioration possible : Bulldozer pour neutraliser des constructions défensives.
M26 PershingLe char le plus puissant des Alliés.
Sherman CalliopeCe char est très efficace pour détruire les bâtiments, les chars et toutes sortes d’unités à moyenne portée grâce à son amélioration 'lance roquettes'. Par contre il est impossible d’utiliser cette amélioration à courte porté. À utiliser à bon escient…
Les unités d’infanterie peuvent s’équiper et utiliser des armes lourdes abandonnées sur le champ de bataille. Les véhicules et les bâtiments peuvent être réparés par les unités du Génie.

### Axe
SapeursConstruisent des défenses et des bâtiments lourds de l’Axe. Ils peuvent être équipés de démineurs, ainsi que de lance-flammes pour attaquer des bâtiments.
VolksgrenadiersCette unité d’infanterie constitue avec la mitrailleuse lourde la principale unité de combat de début de partie du joueur wehrmacht. Ils sont plus précis que les fusiliers mais moins efficaces à courte portée, par contre ils peuvent être armés de MP40 et construire des défenses légères.
Grenadiers de la WehrmachtRésistants et pouvant être armés de mitrailleuses MG42 ou de lance-roquette anti-char Panzerschreck, ils peuvent également construire des défenses rudimentaires.
Section d’assaut (Stoßtruppen)Ce sont des troupes utilisées comme fer de lance d’un assaut, pouvant être équipées de fusils d’assaut MP44 ou de Panzerschreck, de plus ils ont la possibilité de se camoufler pour mieux surprendre l’ennemi.
Sniper de l’AxeIls sont armés du fusil semi-automatique G43 et peuvent se camoufler. Tireurs redoutables, ils permettent d’éliminer l’infanterie ou les équipes d’armes lourdes.
Équipe de mitrailleuse lourde MG42Les équipes de mitrailleuse lourde de l’Axe sont équipées de la puissante MG42, capable de tirer 1 200 coups par minute. Un tir de barrage permet d’immobiliser l’ennemi. Cette arme est redoutable contre l’infanterie groupée car sa capacité de suppression est très élevée.
Équipe de mortierElle est équipée du gros mortier de 81 mm « Granatwerfer ». Elle peut pilonner une zone ou y déployer des fumigènes.
Médaillé de la croix de ferLes soldats braves et dévoués sont décorés de la croix de fer. Expérimentés, robustes et armés de pistolets mitrailleurs, ils peuvent résister à des troupes supérieures en nombre.
Artillerie lance-roquettes NebelwerferLance-roquettes à longue portée peu précis, il peut détruire des structures ou des véhicules de loin.
Pak 38Canon anti-char pouvant se camoufler et tendre des embuscades.
Flak 88 mmArme polyvalente anti-chars et véhicules au sol ainsi que des cibles aériennes.
Moto BMW R75Elle peut se déplacer rapidement derrière les lignes ennemies, en reconnaissance ou en escorte d’équipes de mortiers ou de mitrailleuse lourde.
Autochenille SdKfzPeut transporter des troupes au combat. Une fois améliorée avec des lance-flammes ou des lance-roquettes, elle ne peut plus transporter des troupes.
Voiture blindée Sdkfz 234 (Puma)Véhicule rapide de reconnaissance. Peut être amélioré avec une tourelle anti-char de 50 mm.
Ostwind FlakpanzerPrincipalement utilisé contre l’infanterie groupée et les avions.
Char StuG IVChar sans tourelle, efficace dans toutes les situations (sauf pour l’attaque d’infanterie équipée d’armes anti-char).
StuH 42Quasiment identique au Stug IV, ce char tire des obus détonants ; efficaces contre l’infanterie et les bâtiments.
Char Panzer IVChar équipé d’un canon à haute vélocité.
Char PantherCe char surpasse de loin tous les blindés alliés excepté le M26 Pershing. Il est très résistant et bien armé.
Char Tigre IPossède un blindage très épais ainsi qu’un canon de 88 mm, il est puissant et polyvalent.
Char Tigre IICe char est très lent, mais il est équipé d’un canon de 88 mm, sûr, efficace contre les blindés.

## Accueil

### Critiques
| Company of Heroes |      |       |
| Média             | Pays | Notes |
| Gamekult          | FR   | 8/10  |
| GameSpot          | US   | 9/10  |
| Jeuxvideo.com     | FR   | 18/20 |
| Joystick          | FR   | 7/10  |

### Prix et Nominations
Company of Heroes a reçu des dizaines de récompenses, notamment celle de Game of the Year et de Best Strategy Game of the Year.
Parmi ses récompenses, peuvent être citées :
- Vainqueur, meilleur jeu de stratégie de l’E3 2005
- Best Strategy Game of 2005 - Game Critics Awards[6]
- Best PC Game of the Year - Gamespot
- Best Strategy Game - Gamespot
- PC Game of the Year 2006 - IGN[7]
- PC Best Strategy Game 2006 - IGN[8]
- Meilleur de l’E3, 12e place générale

## Extensions
Une première extension, baptisée Company of Heroes: Opposing Fronts est disponible depuis le 28 septembre 2007 sous la forme d’un stand alone.

Un second stand alone, intitulé Company of Heroes: Tales of Valor, a été dévoilé par THQ en novembre 2008, et est disponible depuis le 24 avril 2009.
En parallèle, des développeurs indépendants ont créé le mode « Eastern Front », connu maintenant depuis janvier 2010.

## Adaptations
- Le film Company of Heroes (2013) est inspiré du jeu.